# Andrius Mažutis
Andrius Mažutis, (nacido el 21 de abril de 1981 en Mažeikiai, Lituania) es un jugador de baloncesto lituano. Con 1.79 de estatura, su puesto natural en la cancha es el de escolta. 

## Trayectoria
- Nafta Mažeikiai (2000-2004)
- Baku Gala BC (2004-2005)
- BC Šiauliai (2005-2007)
- Neptūnas Klaipėda (2007-2008)
- ASK Rīga (2008)
- BC Donetsk  (2009)
- Antalya Kepez (2010)
- MBC Nikolajevo (2010-2011)
- Krepšinio klubas Prienai (2012)
- KK Nafta Mažeikiai (2012)
- BC Tsmoki-Minsk (2013)
- Liepājas lauvas (2013- )